# Olios obscurus
Olios obscurus är en spindelart som först beskrevs av Eugen von Keyserling 1880.  Olios obscurus ingår i släktet Olios och familjen jättekrabbspindlar. Inga underarter finns listade i Catalogue of Life.